# Mycopappus alni
Mycopappus alni är en svampart som först beskrevs av Dearn. & Barthol., och fick sitt nu gällande namn av Redhead & G.P. White 1985. Mycopappus alni ingår i släktet Mycopappus och familjen Sclerotiniaceae.   Inga underarter finns listade i Catalogue of Life.